# شجرة القرار
شجرة القرار هي أداة دعم قرار تستخدم رسمًا توضيحيًّا شبيها بالشجرة للقرارات والتبعات المتوقعة لها، متضمناً احتمال تحقق المخرجات، وكلفة الموارد، والمنفعة. هي رسم باتجاه واحد لعرض الخوارزمية. تستخدم شجرة القرارات عموماً في بحوث العمليات، خصوصاً في تحليل القرارات للمساعدة في تحديد الاستراتيجية التي ستؤدي لتحقيق الهدف.

## نظرة عامة
شجرة القرار هي هيكلية شبيهة بالمخطط الانسيابي حيث كل عقدة داخلية تمثل «اختبار» للخاصية (مثال هل الوجه الظاهر للعملة المعدنية هو طرة أم نقش)، كل فرع يمثل مخرجات الاختبار وكل عقدة نهائية تمثل القرار المتخذ بعد احتساب جميع الخصائص. المسار من الجذر إلى العقدة النهائية يمثل قواعد التصنيف.
تتكون شجرة القرار من ثلاث أنواع من العقد:
1. عقد القرار - يتم تمثيلها عادة بمربعات.
2. عقد الفرص (الاحتمال) - يتم تمثيلها بدوائر.
3. العقد النهائية - يتم تمثيلها بمربعات.

عادة ما تستخدم شجرة القرار في بحوث العمليات وإدارة العمليات. في الحياة العملية، إذا كان يجب اتخاذ القرار دون إمكانية سحبه في ظل المعرفة غير الكاملة، يجب اعتماد شجرة القرار بالتوازي مع نموذج الاحتمالات كأفضل نموذج للاخيتار أو خوارزمية الاختيار. من الاستخدامات الأخرى لشجرة القرار هي اعتبارها أداة وصفية لاحتساب الاحتمال الشرطي.
يتم تعليم شجرة القرار، مخطط التأثير، دوال المنفعة وباقي أدوات وطرق تحليل القرار للطلاب في المدارس والكليات التي تدرِّس إدارة الأعمال والاقتصاد والصحة العامة وهي أمثلة عن بحوث العمليات أو طرائق علم الإدارة.

## المزايا والعيوب

### مزايا شجرة القرار
تتمتع شجرة القرار (ومخطط التأثير) من بين باقي أدوات دعم القرار بالعديد من المزايا:
- هي سهلة الفهم والتفسير، حيث يمكن للأفراد العاديين فهم نماذج شجرة القرار بعد شرح مختصر.
- لها قيمة حتى بوجود القليل من البيانات، فمن الممكن تشكيل لمحة مهمة بناءً على توصيف الخبراء للوضع (والوضعيات البديلة والتكاليف) وتفضيلاتهم للمخرجات.
- كما انها تسمح بإضافة سيناريوهات جديدة ممكنة.
- تساهم في تحديد أسوء وأفضل قيمة متوقعة للسيناريوهات المختلفة.
- هي تستخدم نموذج الصندوق الابيض [الإنجليزية].
- من الممكن دمجها مع باقي تقنيات القرار.

### عيوب شجرة القرار
- عند استخدام بيانات تتضمن متغيرات فئوية بأعداد مختلفة من المستويات، فإن المعلومات الناتجة من شجرة القرار تكون منحازة للصفات التي تحتوي على مستويات أكثر.
- يمكن للحسابات أن تكون معقدة جداً خصوصاً إذا كانت العديد من القيم غير أكيدة و/أو تم ربط العديد من المخرجات.
- إنها غير مستقرة ، مما يعني أن تغييرًا طفيفًا في البيانات يمكن أن يؤدي إلى تغيير كبير في هيكل شجرة القرار الأمثل.
- غالبًا ما تكون غير دقيقة نسبيًا. يعمل العديد من المتنبئين الآخرين بشكل أفضل مع البيانات المماثلة. يمكن معالجة ذلك عن طريق استبدال شجرة قرار واحدة بمجموعة عشوائية من أشجار القرار ، ولكن ليس من السهل تفسير الغابة العشوائية مثل شجرة قرار واحدة.

### قواعد القرار
يمكن تحويل شجرة القرار إلى قواعد قرار ،  حيث تكون النتيجة هي محتويات العقدة الطرفية ، وتشكل الشروط على طول المسار ارتباطًا في جملة if. بشكل عام ، القواعد لها الشكل:
إذا كان الشرط 1 والشرط 2 والشرط 3 ثم النتيجة.
يمكن إنشاء قواعد القرار من خلال إنشاء قواعد ارتباط مع المتغير الهدف على اليمين. يمكن أن تشير أيضًا إلى العلاقات الزمنية أو السببية .